# Florentina Iusco
Florentina Iusco (născută Marincu, n. 8 aprilie 1996, Deva, Hunedoara, România) este o sportivă română. 

## Carieră
În anul 2013 deveanca a câștigat două medalii de aur la Campionatele Mondiale de Atletism Juniori II de la Donețk la proba de săritură în lungime și triplusalt. Apoi s-a clasat pe locul 4 la Europenele de Juniori de la Rieti la proba de triplusalt.
La Campionatele Europene în sală din 2015 de la Praga a obținut medalia de bronz la proba de săritură în lungime. Cu o săritură de 6,79 m a stabilit un nou record european de junioare. În luna iulie a obținut medalia de aur în proba de lungime și medalia de bronz în proba de triplusalt la Campionatele Europene de Juniori de la Eskilstuna.
Apoi s-a căsătorit și a devenit mamă. Florentina Iusco a revenit în sport însă la bob. Cu pilotul Andreea Grecu a devenit campioană mondială de tineret din anul 2018. În același an a participat la Campionatele Europene de la Berlin la proba de săritură în lungime unde nu a putut trece de calificări. În anul 2019 s-a clasat pe locul 8 la Campionatele Europene de Atletism în sală de la Glasgow cu o săritură de 6,49 m.
În 12 mai 2019 și-a îndeplinit baremul pentru Campionatul Mondial de la Doha cu o săritură de 6,75 m, stabilind un nou record personal. O lună mai târziu a reușit o săritură de 6,87 m la Campionatele Internaționale ale României, îndeplinind baremul de calificare pentru Jocurile Olimpice din 2020 de la Tokio. La Universiada de la Napoli românca a obținut medalia de bronz. Apoi a câștigat primul ei titlu național cu o săritură de 6,92 m.
În anul 2021 s-a clasat pe locul 8 la Campionatele Europene în sală de la Toruń. La Jocurile Olimpice de la Tokio a obținut locul 20.

## Realizări
| An       | Competiție                               | Locație                 | Loc      | Eveniment  | Note     |
| Atletism | Atletism                                 | Atletism                | Atletism | Atletism   | Atletism |
| -------- | ---------------------------------------- | ----------------------- | -------- | ---------- | -------- |
| 2013     | Campionatul European în sală             | Göteborg, Suedia        | 16       | lungime    | 5,98 m   |
| 2013     | Campionatul Mondial de Juniori (sub 18)  | Donețk, Ucraina         | 1        | lungime    | 6,42 m   |
| 2013     | Campionatul Mondial de Juniori (sub 18)  | Donețk, Ucraina         | 1        | triplusalt | 13,75 m  |
| 2013     | Campionatul European de Juniori (sub 20) | Rieti, Italia           | 15       | lungime    | 6,03 m   |
| 2013     | Campionatul European de Juniori (sub 20) | Rieti, Italia           | 4        | triplusalt | 13,23 m  |
| 2015     | Campionatul European în sală             | Praga, Cehia            | 3        | lungime    | 6,79 m   |
| 2015     | Campionatul European de Juniori (sub 20) | Eskilstuna, Suedia      | 1        | lungime    | 6,78 m   |
| 2015     | Campionatul European de Juniori (sub 20) | Eskilstuna, Suedia      | 3        | triplusalt | 13,08 m  |
| 2015     | Campionatul Mondial                      | Beijing, China          | —        | lungime    | FR       |
| Bob      |                                          |                         |          |            |          |
| 2018     | Campionatul Mondial de Juniori           | St. Moritz, Elveția     | 1        | bob-2      |          |
| Atletism |                                          |                         |          |            |          |
| 2018     | Campionatul European                     | Berlin, Germania        | 25       | lungime    | 6,17 m   |
| 2019     | Campionatul European în sală             | Glasgow, Marea Britanie | 8        | lungime    | 6,49 m   |
| 2019     | Jocurile Europene                        | Minsk, Belarus          | 6        | lungime    | 6,44 m   |
| 2019     | Universiada                              | Napoli, Italia          | 3        | lungime    | 6,55 m   |
| 2019     | Campionatul Mondial                      | Doha, Qatar             | 29       | lungime    | 6,22 m   |
| 2021     | Campionatul European în sală             | Toruń, Polonia          | 8        | lungime    | 6,38 m   |
| 2021     | Campionatul European în sală             | Toruń, Polonia          | 12       | triplusalt | 13,65 m  |
| 2021     | Jocurile Olimpice                        | Tokio, Japonia          | 20       | lungime    | 6,36 m   |
| 2022     | Campionatul Mondial în sală              | Belgrad, Serbia         | 14       | lungime    | 6,24 m   |
| 2022     | Campionatul European                     | München, Germania       | –        | lungime    | FR       |
| 2023     | Campionatul European în sală             | Istanbul, Turcia        | 14       | lungime    | 6,37 m   |
| 2024     | Campionatul European                     | Roma, Italia            | 15       | lungime    | 6,58 m   |
| 2024     | Campionatul European                     | Roma, Italia            | 9        | triplusalt | 13,76 m  |

## Recorduri personale
| Probă              | Performanță | Dată              | Locație   |
| ------------------ | ----------- | ----------------- | --------- |
| Lungime            | 6,92 m      | 31 iulie 2019     | Pitești   |
| Triplusalt         | 14,25 m     | 18 mai 2024       | Craiova   |
| Lungime în sală    | 6,79 m RN20 | 7 martie 2015     | Praga     |
| Triplusalt în sală | 14,15 m     | 17 februarie 2024 | București |